# Inselwissen
Als Inselwissen wird bruchstückhaftes, nicht in einen Kontext eingebundenes Wissen bezeichnet. Das Phänomen wird insbesondere mit der durch Massenmedien vermittelten Informationsmenge und -vielfalt erklärt. Im schulischen Bereich wird der Begriff auch im Zusammenhang mit einer (übermäßigen) fachbezogenen Spezialisierung angewandt.

## Bedeutung
Die Infrastruktur der Medienlandschaft (also Radio, Fernsehen, Internet …) hat sich in den letzten Jahren derart gesteigert, dass Nutzer auf unterschiedlichste Kommunikationsmittel zugreifen können, jedoch durch diese nur ein bruchstückhaftes Wissen vermittelt bekommen. Um dieses Inselwissen zu einem direkt nachhaltig verfügbaren Praxiswissen umzuwandeln, fehlt jedoch vielen Menschen die Muße, die Zeit oder die Kenntnis eines Kontextes (Vorwissen), in den das neu erworbene Wissen eingebettet werden kann. Dadurch kommt es zu Defiziten in der Beurteilung des Wahrheitsgehalts des neu erworbenen Wissens.
In der Lernpsychologie ist dieses Phänomen seit längerem bekannt, allerdings ohne dass es eine eigene Bezeichnung erhalten hätte. So beschreibt Walter Edelmann diese Erscheinung – ohne sie als Inselwissen zu bezeichnen – im Rahmen seiner Abhandlungen zur Begriffsbildung. Er spricht davon, dass die durch die Massenmedien verbreiteten Informationen „von zahlreichen Empfängern nicht ‚begriffen‘, d. h. nicht zufallsfrei auf verankernde Ideen in einer klar gegliederten kognitiven Struktur bezogen werden können“.:S. 171 Er verbindet diese Aussage mit einem Appell an die Medien, durch „Organisationshilfen […] eine einsichtige Informationsaufnahme […] zu ermöglichen“ (ebd.). Edelmann definiert analog übrigens auch ‚nutzloses Wissen‘ (wie ‚Krokodile sind farbenblind‘) als ein Wissen, das „nicht zufallsfrei auf Vorwissen bezogen wird“.:S. 173

## Inselwissen im schulischen Bereich
Die Schulreform von 1972 sollte die bisherige Struktur der Oberstufen verändern, um zusammenhangloses Faktenwissen und eine daraus resultierende mangelnden Studierfähigkeit der Abiturienten beheben. Die Schüler eigneten sich dabei ein sogenanntes Inselwissen an, da die Fächer in der Oberstufe nicht gleichwertig unterrichtet wurden. Wer beispielsweise ein technisches Gymnasium besuchte, dem wurde als Wahlfach nur eine Fremdsprache angeboten, wer hingegen eine Schule besuchte, die auf Sprachen ausgelegt war, dem mangelte es an naturwissenschaftlichen Themenbereichen. Durch die Reform sollte eine Sicherung der Grundbildung durch drei gleichwertige Aufgabenfelder (sprachlich-literarisch; mathematisch-naturwissenschaftlich; gesellschaftlich-geschichtlich) sowie eine Differenzierung in Leistungs- und Grundkurse erreicht werden. Dieser Form der Entstehung von „Inselwissens“ sollte durch fächerübergreifende Vermittlung des Unterrichtsstoffes und Projektunterricht entgegengewirkt werden.
Die Förderung einer fundierten Allgemeinbildung an Schulen und die Vermittlung eines breiten Bildungsfundaments anstelle des spezialisierten Inselwissens wird von den Pädagogen in Deutschland daher verstärkt gefördert. Die Kultusminister der Länder beschlossen eine einheitliche Änderung der Abiturregelungen, so dass jeder Gymnasiast die Fächer Deutsch und Mathematik sowie eine Fremdsprache bis zum Abitur belegen und zudem in mindestens zwei von diesen Bereichen eine Prüfung ablegen muss. Diese Hauptfächer sind somit nicht mehr abwählbar.